# 小花杓兰
小花杓兰（学名：Cypripedium micranthum）为兰科杓兰属下的一个种。

## 扩展阅读
- 維基物種上的相關：小花杓兰